# Fabio Cerutti
Fabio Cerutti (* 26. September 1985 in Turin) ist ein italienischer Leichtathlet.

## Erfolge
Cerutti nahm 2007 an den Halleneuropameisterschaften in Birmingham teil und wurde beim 60-Meter-Lauf Sechster. Im Jahr 2008 erfolgte seine Teilnahme sowohl an den Hallenweltmeisterschaften in Valencia als auch an den Olympischen Spielen in Peking. Bei den Halleneuropameisterschaften 2009 in Turin gewann er die Silbermedaille im 60-Meter-Lauf, sowie einen ersten Platz in der 4-mal-400-Meter-Staffel bei der Team-Europameisterschaft am 20. Juni 2009 in Leiria.
Diesen Erfolg konnte er bei der im selben Jahr stattfindenden Weltmeisterschaften in Berlin nicht wiederholen. Er schied als Siebter im Viertelfinale des 100-Meter-Laufs aus.